# Джер
Джер (също Зер или Сехти) е трети (или четвърти ако броим майка му Нейтхотеп) фараон на Древен Египет управлявал през 31 век пр. н. ера.

## Управление
Първоначално майка му Нейтхотеп управлява от негово име за една година. След това Джер е достатъчно възрастен да поеме управлението на държавата сам. Докато управлява, младата държава укрепва още повече. Няма никакви данни за раздор в страната, нито за опити за повторно разделяне на Египет. Според много египтолози по времето на Джер Египет достига своя културен връх. Това се вижда от увеличаването на производството на предмети на изкуството и занаятите, чиито изявени примери могат да бъдат намерени сред бижутата от южната кралска гробница в Абидос, в голяма колекция от медни съдове, инструменти и оръжия от северната гробница на същия цар в Саккара; несъмнените шедьоври включват великолепен нож, макар и от кремък, но със златна дръжка. Медните инструменти и съдове, открити в гробницата на царя, са добър пример за развитието на ковашкия занаят.
Развитието на икономиката също получава голям тласък напред. Това се разбира и по архитектурният напредък на страната.
Джер управлява 41 години.

## Семейство
Джер е син на фараона Хор Аха и съпругата му Нейтхотеп. Дядо му вероятно е Нармер. Херни, вероятно е съпруга на Джер. Погребана е в Саккара.